# Svenska mästerskapen i kortbanesimning 1962
Svenska mästerskapen i kortbanesimning 1962 avgjordes i Valhallabadet, Göteborg 31 mars till 1 april 1962 (800 m frisim dock i Karlskoga den 4 mars). Det var den tionde upplagan av kortbane-SM.

## Medaljsummering

### Herrar
| Gren              | Guld                                                               | Guld                                                               | Silver                                                          | Silver                                                          | Brons                                                   | Brons                                                   |
| 200 m frisim      | Mats Svensson 2.06,2                                               | IF Elfsborg                                                        | Lars-Erik Bengtsson 2.07,0                                      | SK Neptun                                                       | Sven-Göran Johansson 2.07,3                             | Västerås SS                                             |
| 800 m frisim      | Hans Rosendahl 9.37,7                                              | Katrineholms SS                                                    | Leif Wolmsten 9.45,2                                            | SK Neptun                                                       | Mats Svensson 9.45,9                                    | IF Elfsborg                                             |
| 100 m fjärilsim   | Per Jernberg 1.02,3                                                | Mariestads SS                                                      | Håkan Bengtsson 1.02,6                                          | Stockholmspolisens IF                                           | Ingvar Eriksson 1.05,1                                  | Sundsvalls SS                                           |
| 100 m ryggsim     | Bengt-Olov Almstedt 1.02,4 (sv. rek.)                              | Örebro SS                                                          | Ulf-Göran Johansson 1.06,0                                      | IF Elfsborg                                                     | Nils Öberg 1.06,5                                       | Sundsvalls SS                                           |
| 200 m bröstsim    | Tommie Lindström 2.38,2                                            | Stockholmspolisens IF                                              | Roland Lundin 2.39,2                                            | SK Ran                                                          | Axel Seversson 2.42,9                                   | SK Ran                                                  |
| 4x100 m frisim    | SK Neptun 3.51,1                                                   | SK Neptun 3.51,1                                                   | IF Elfsborg 3.56,7                                              | IF Elfsborg 3.56,7                                              | Stockholmspolisens IF 3.57,6                            | Stockholmspolisens IF 3.57,6                            |
| 4x100 m frisim    | Per-Olof Ericsson Leif Wolmsten Bengt Nordvall Lars-Erik Bengtsson | Per-Olof Ericsson Leif Wolmsten Bengt Nordvall Lars-Erik Bengtsson | Göran Magnusson Ivar Wallmark Ulf-Göran Johansson Mats Svensson | Göran Magnusson Ivar Wallmark Ulf-Göran Johansson Mats Svensson | Runo Romell Olle Jeising Bert Svensson Jan Lundin       | Runo Romell Olle Jeising Bert Svensson Jan Lundin       |
| 4x100 m fjärilsim | Stockholmspolisens IF I 4.27,1 (sv. rek.)                          | Stockholmspolisens IF I 4.27,1 (sv. rek.)                          | S 02 4.31,1                                                     | S 02 4.31,1                                                     | Stockholmspolisens IF II 4.33,6                         | Stockholmspolisens IF II 4.33,6                         |
| 4x100 m fjärilsim | Jan Lundin Knut Leijon Bo Larsson Håkan Bengtsson                  | Jan Lundin Knut Leijon Bo Larsson Håkan Bengtsson                  | Thomas Sjöström Thomas Carlsson Carl-Gösta Rosén Rolf Hedeberg  | Thomas Sjöström Thomas Carlsson Carl-Gösta Rosén Rolf Hedeberg  | Jan Lindroth Göran Åberg Bertil Österlund Olle Jeising  | Jan Lindroth Göran Åberg Bertil Österlund Olle Jeising  |
| 4x100 m ryggsim   | Skellefteå-Rönnskärs SK 4.31,1 (sv. rek.)                          | Skellefteå-Rönnskärs SK 4.31,1 (sv. rek.)                          | IF Elfsborg 4.39,7                                              | IF Elfsborg 4.39,7                                              | Stockholmspolisens IF 4.41,4                            | Stockholmspolisens IF 4.41,4                            |
| 4x100 m ryggsim   | Torsten Born Gunnar Bergengren Bengt Furberg Peter Bergengren      | Torsten Born Gunnar Bergengren Bengt Furberg Peter Bergengren      | Ulf-Göran Johansson Göran Krafft Villy Svensson Ivar Vallmark   | Ulf-Göran Johansson Göran Krafft Villy Svensson Ivar Vallmark   | Ronny Paleski Jan Lundin Rune Romell Bernt Svensson     | Ronny Paleski Jan Lundin Rune Romell Bernt Svensson     |
| 4x100 m bröstsim  | Stockholmspolisens IF 5.00,3 (sv. rek.)                            | Stockholmspolisens IF 5.00,3 (sv. rek.)                            | SK Ran 5.04,6                                                   | SK Ran 5.04,6                                                   | Göteborgs KK 5.05,9                                     | Göteborgs KK 5.05,9                                     |
| 4x100 m bröstsim  | Ronny Svensson Jonny Lindström Lennart Fröstad Tommie Lindström    | Ronny Svensson Jonny Lindström Lennart Fröstad Tommie Lindström    | Axel Severson Börje Mårtensson Conny Kjellström Roland Lundin   | Axel Severson Börje Mårtensson Conny Kjellström Roland Lundin   | Göte Johansson Lazlo Gagyi Bertil Olsson Berndt Nilsson | Göte Johansson Lazlo Gagyi Bertil Olsson Berndt Nilsson |

### Damer
| Gren              | Guld                                                                    | Guld                                                                    | Silver                                                                | Silver                                                                | Brons                                                                   | Brons                                                                   |
| 200 m frisim      | Inger Thorngren 2.21,5                                                  | Upsala SS                                                               | Karin Stenbäck 2.21,8                                                 | SK Neptun                                                             | Margareta Rylander 2.22,7                                               | SK Neptun                                                               |
| 800 m frisim      | Ann-Charlott Lilja 10.47,7                                              | SK Najaden                                                              | Birgitta Sjöberg 10.57,5                                              | Skövde SS                                                             | Marianne Sjöström 10.59,4                                               | Malmö SS                                                                |
| 100 m fjärilsim   | Karin Stenbäck 1.10,7                                                   | SK Neptun                                                               | Karin Larsson 1.14,7                                                  | SK Ran                                                                | Kristina Larsson 1.15,0                                                 | SK Ran                                                                  |
| 200 m ryggsim     | Lena Bengtsson 2.42,5                                                   | SK Neptun                                                               | Gunilla Lundqvist 2.43,0                                              | Norrtälje SK                                                          | Karin Grubb 2.43,8                                                      | SK Poseidon                                                             |
| 200 m bröstsim    | Christina Olsson 2.59,0                                                 | Limhamns SS                                                             | Marianne Sjöström 3.00,4                                              | Malmö SS                                                              | Margareta Jansson 3.03,7                                                | Iggesunds SS                                                            |
| 4x100 m frisim    | SK Neptun 4.24,6 (sv. rek.)                                             | SK Neptun 4.24,6 (sv. rek.)                                             | SK Najaden 4.29,9                                                     | SK Najaden 4.29,9                                                     | S 02 4.32,8                                                             | S 02 4.32,8                                                             |
| 4x100 m frisim    | Ann-Christin Hagberg Jane Cederqvist Margareta Rylander Kqarin Stenbäck | Ann-Christin Hagberg Jane Cederqvist Margareta Rylander Kqarin Stenbäck | Barbro Wallin Malin Torell Ingegärd Lilja Ann-Charlotte Lilja         | Barbro Wallin Malin Torell Ingegärd Lilja Ann-Charlotte Lilja         | Marianne Gelin Barbro Mattsson Yvonne Lindskog Margareta Öhrström       | Marianne Gelin Barbro Mattsson Yvonne Lindskog Margareta Öhrström       |
| 4x100 m fjärilsim | SK Neptun 5.04,8 (sv. rek.)                                             | SK Neptun 5.04,8 (sv. rek.)                                             | SK Ran 5.22,7                                                         | SK Ran 5.22,7                                                         | Malmö SS 5.25,6                                                         | Malmö SS 5.25,6                                                         |
| 4x100 m fjärilsim | Jane Cederqvist Birgitta Friberg Birgitta Lundqvist Karin Stenbäck      | Jane Cederqvist Birgitta Friberg Birgitta Lundqvist Karin Stenbäck      | Elisabet Walfrid Kristina Larsson Nin Persson Karin Larsson           | Elisabet Walfrid Kristina Larsson Nin Persson Karin Larsson           | Ulla Thorn Jonsson Lena Ström Ulla-Christina Lindsjö Marianne Sjöström  | Ulla Thorn Jonsson Lena Ström Ulla-Christina Lindsjö Marianne Sjöström  |
| 4x100 m ryggsim   | SK Neptun 5.08,8                                                        | SK Neptun 5.08,8                                                        | S 02 5.18,9                                                           | S 02 5.18,9                                                           | Norrtälje SK 5.30,4                                                     | Norrtälje SK 5.30,4                                                     |
| 4x100 m ryggsim   | Ulla Jacobsson Margit Öhman Lena Bengtsson Birgitta Friberg             | Ulla Jacobsson Margit Öhman Lena Bengtsson Birgitta Friberg             | Marianne Gelin Birgitta Carlsson Ingela Melin Margareta Öhrström      | Marianne Gelin Birgitta Carlsson Ingela Melin Margareta Öhrström      | Karin Grubb Eva Scharlén Marianne Leijman Eva Marie Vidmark             | Karin Grubb Eva Scharlén Marianne Leijman Eva Marie Vidmark             |
| 4x100 m bröstsim  | Malmö SS 5.43,8 (sv. rek.)                                              | Malmö SS 5.43,8 (sv. rek.)                                              | Nyköpings SS 5.46,1                                                   | Nyköpings SS 5.46,1                                                   | Karlskrona SS 5.46,6                                                    | Karlskrona SS 5.46,6                                                    |
| 4x100 m bröstsim  | Marianne Sjöström Lena Ström Lisbet Sandgren Ulla-Christina Lindsjö     | Marianne Sjöström Lena Ström Lisbet Sandgren Ulla-Christina Lindsjö     | Lisbet Jansson Birgitta Dahlstedt Kristina Kallerhult Barbro Eriksson | Lisbet Jansson Birgitta Dahlstedt Kristina Kallerhult Barbro Eriksson | Monika Israelsson Kristina Stjernlycke Monika Eklund Birgitta Andersson | Monika Israelsson Kristina Stjernlycke Monika Eklund Birgitta Andersson |